# ビーイング・ヒューマン
『ビーイング・ヒューマン』（英: Being Human）は、BBC Threeで2008年から2013年まで放送された、イギリスのドラマ。
主要キャストは、レノーラ・クリッチロウ、ラッセル・トヴェイ、エイダン・ターナー、シニード・キーナン、ダミアン・モロニー、マイケル・ソーチャ、ケイト・ブレイケン。イギリスでは2008年から2013年にかけて、それぞれ6〜8話ずつの5シーズンが放送され、計37話を持ってシリーズ放送は終了した。

## キャスト
アニー
レノーラ・クリッチロウ (Lenora Crichlow)
ジョージ
ラッセル・トヴェイ (Russell Tovey)
ミッチェル
エイダン・ターナー (Aidan Turner)
ニーナ
シニード・キーナン (Sinead Keenan)
ハル・ヨーク
ダミアン・モロニー (Damien Molony)
トム
マイケル・ソーチャ (Michael Socha)
アレックス
ケイト・ブレイケン (Kate Bracken)

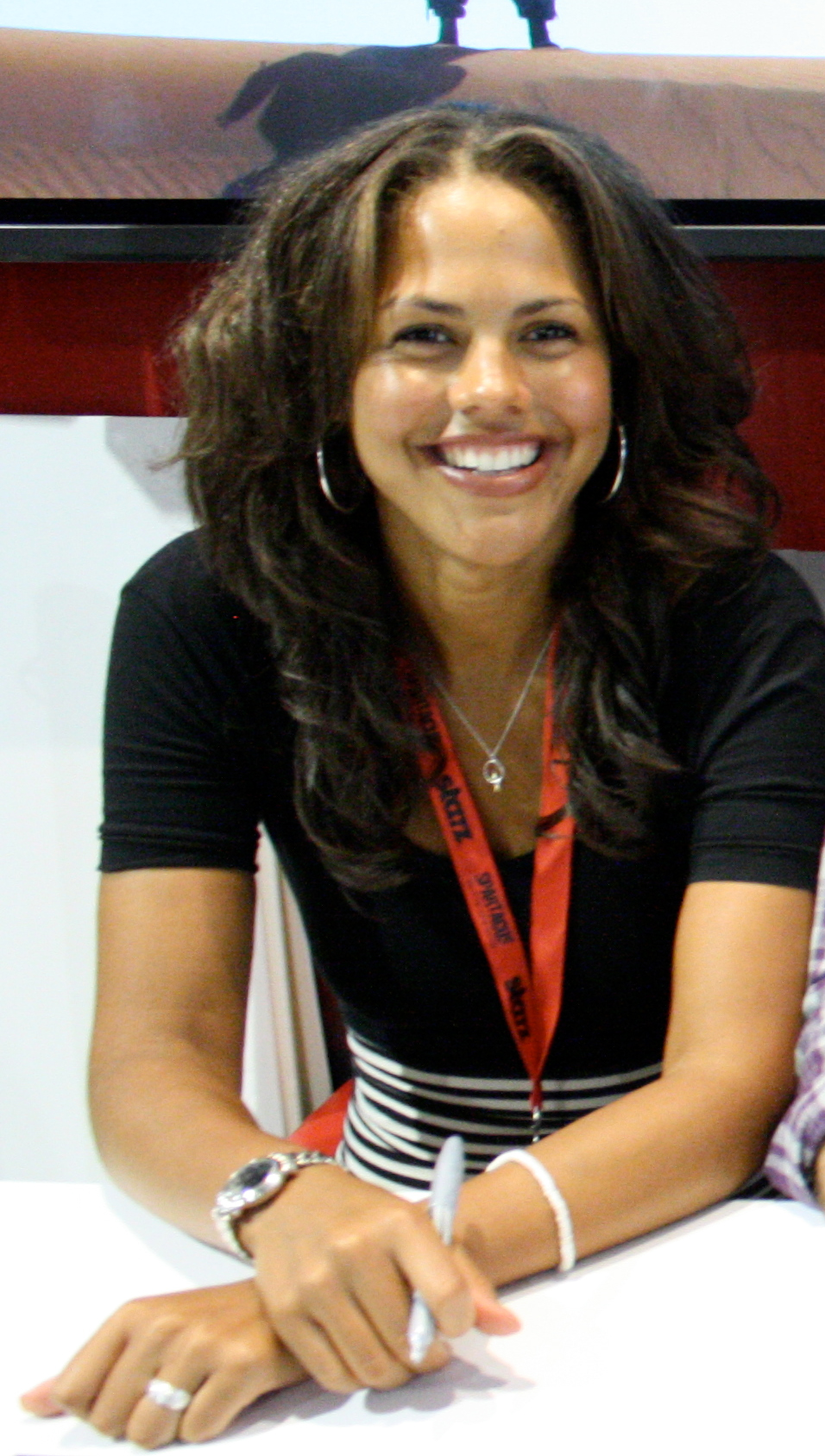
レノーラ・クリッチロウ（アニー役）
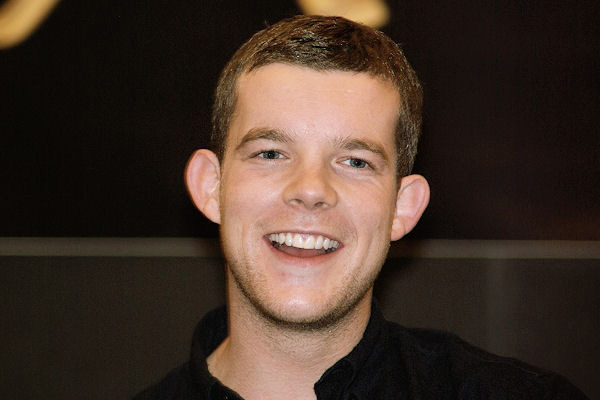
ラッセル・トヴェイ（ジョージ役）
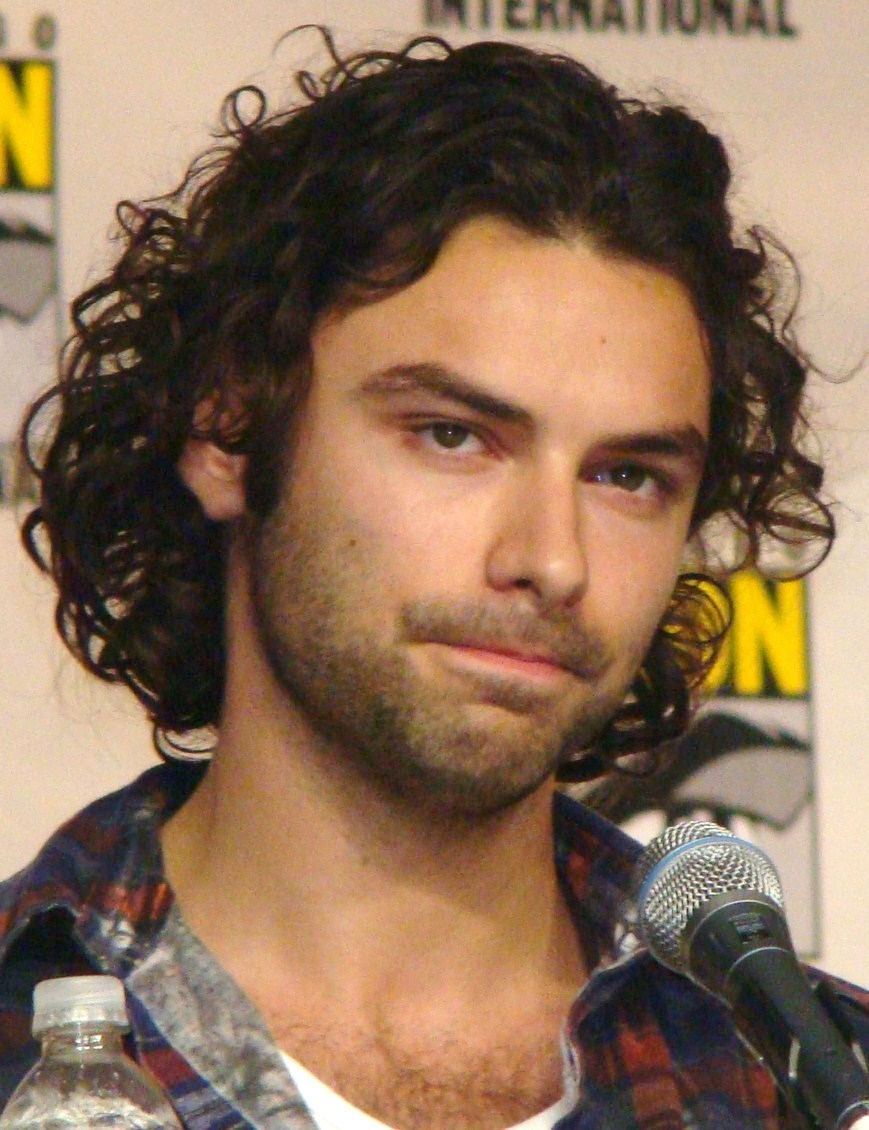
エイダン・ターナー（ミッチェル役）
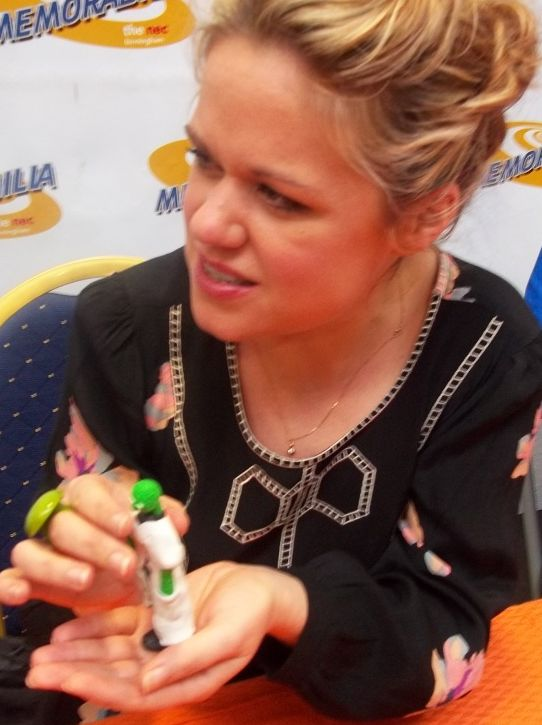
シニード・キーナン（ニーナ役）
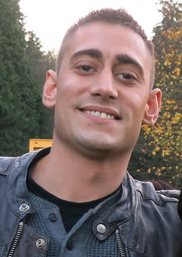
マイケル・ソーチャ（トム役）
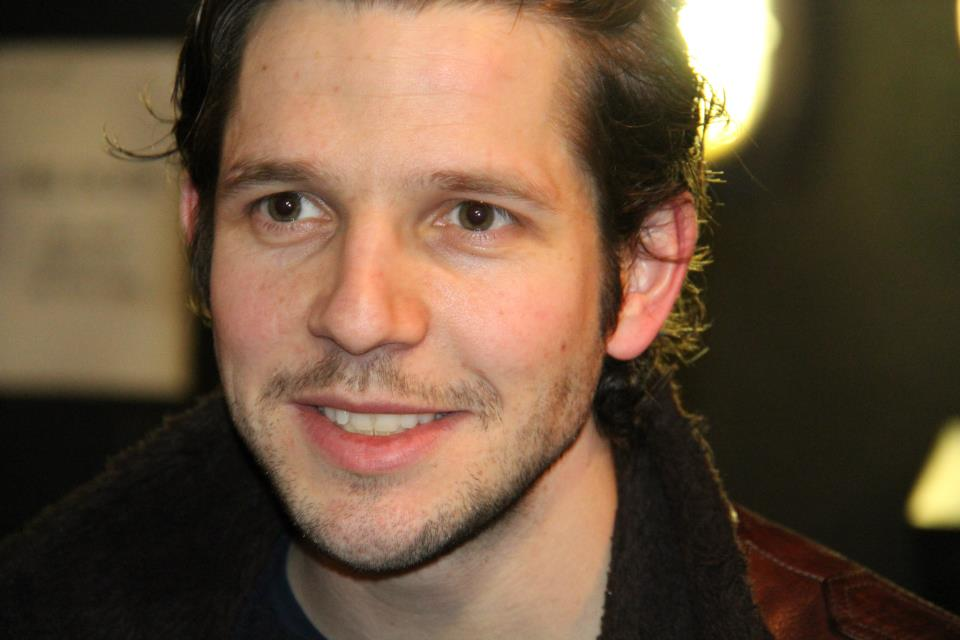
ダミアン・モロニー (ハル・ヨーク)